# Xavier Kawa-Topor
Pour les articles homonymes, voir Kawa et Topor.
Xavier Kawa-Topor, né en 1967, est un historien, écrivain et directeur artistique français. Il exerce des responsabilités en France dans le domaine de la culture et des arts. Il est un spécialiste internationalement reconnu du cinéma d'animation. 

## Biographie
Historien et archéologue formé au Centre d'études supérieures de civilisation médiévale à Poitiers, proche de Jacques Le Goff, également diplômé de l'Institut d'études politiques de Grenoble, Xavier Kawa-Topor a été directeur du Centre européen d'art et de civilisation médiévale à Conques (Aveyron), au moment de la création des vitraux de l'abbatiale par Pierre Soulages. Il s'intéresse alors à la relation entre Moyen Âge et  création  contemporaine et fonde, avec la Cinémathèque de Toulouse, le festival Cinéma et Moyen Âge qui accueille des réalisateurs comme Terry Gilliam, Gabriel Axel ou Otar Iosseliani.
Rejoignant le Forum des images à Paris, il ouvre le lieu au jeune public et au cinéma d'animation avec notamment Nouvelles images du Japon, une biennale consacrée à la production japonaise et dont il assure, avec Ilan Nguyên, la direction artistique : le festival comptera trois éditions (1999, 2001, 2003) et jouera un rôle pionnier dans la reconnaissance internationale de l'œuvre de Hayao Miyazaki, Isao Takahata, Satoshi Kon, Makoto Shinkai, Koji Yamamura.
Il dirige ensuite, de 2005 à 2014, l'abbaye royale de Fontevraud, centre culturel de rencontre, et développe, pour le site, un projet autour du concept de cité idéale. L'abbaye accueille des artistes comme François Morellet, Matali Crasset, Jiro Taniguchi et devient un lieu de débat d'idées auxquels participent de nombreux intellectuels et écrivains comme Jacques Le Goff, Umberto Eco, Edgar Morin, Françoise Héritier, Antonio Tabucchi, Jacques Roubaud, Marc Augé.
Fontevraud devient également un lieu de création pour le cinéma d'animation avec des résidences et  de grandes expositions comme Mondes et Merveilles du dessin animé, présentée en 2008 en partenariat avec le Studio Ghibli.
En 2015, il fonde la NEF Animation (Nouvelles écritures pour le film d'animation), association nationale de recherche et création sur le film d'animation qui organise des résidences d'écriture, des rencontres professionnelles, des colloques et promeut l'animation en tant qu'art. Elle édite depuis 2020 la revue Blink Blank, publication spécialisée sur le film d'animation. 

## Travaux

### L'imaginaire médiéval
Dans le sillage de l'anthropologie historique, Xavier Kawa-Topor consacre ses premiers travaux de recherche à l'imaginaire médiéval ( Le Roman de Renart et l'épopée animale) et à sa présence dans les arts et la littérature des 19ème et 20 ème siècles. Il dirige notamment l'ouvrage Le Moyen Age vu par le cinéma européen paru en 2001 et publie en 2003 les dialogues de Pierre Soulages et Jacques Le Goff Comment mettre une oeuvre d'art dans un lieu chargé d'histoire ? 
Il assure le commissariat de plusieurs expositions sur ce sujet : Monastères vus du ciel (photographies de Yann Arthus-Bertrand, textes de Christian Heck) en 2006 ;  Héros et Merveilles du Moyen Age , adapté du livre de Jacques Le Goff paru aux éditions du Seuil et présenté à l'Abbaye Royale de Fontevraud en 2007.

### Le cinéma d'animation
Par la suite, Xavier Kawa-Topor se spécialise dans l'histoire et l'esthétique du cinéma d'animation, publiant de nombreux articles et plusieurs ouvrages de référence sur le sujet. Ces travaux prennent la forme de grandes synthèses comme Le Cinéma d'animation en 100 films et Stop Motion, un autre cinéma d'animation, écrits en collaboration avec Philippe Moins, d'essais sur des auteurs et des oeuvres phares de l'animation (Michael Dudok de Wit, le cinéma d'animation sensible, L'Odyssée de la Planète Sauvage) et sur le cinéma d'animation contemporain (L'Esprit du Lieu, L'Esprit du temps).
Il est le cofondateur et directeur, avec Marcel Jean, de Blink Blank, la revue du film d'animation, paraissant depuis 2020. 
En 2021, l'Animafest de Zagreb lui décerne l’Award for Outstanding Contribution to Animation Studies.

### Fiction
Il a initié et assuré la direction artistique du long-métrage d'animation Les Contes de l'horloge magique de Ladislas Starewitch, composé de trois courts métrages d'animation réalisés entre 1924 et 1928, sorti en salles en 2003.
Il est également auteur de livres pour enfants et scénariste .

## Famille
Xavier Kawa-Topor est le petit-fils de Stanislaw Kawa-Topor, héros de la résistance polonaise en France et commandant du maquis de Marigny.

## Publications

### Essais
- Le tympan de Conques, Le Pérégrinateur éditeur, 1997.
- Le trésor de Conques, Le Pérégrinateur éditeur, 1997.
- Le Moyen Âge vu par le cinéma européen (direction), Cinémathèque de Toulouse/CEACM, 2001.
- Le cinéma d'animation en 100 films, direction avec Philippe Moins, Capricci, 2016.
- Cinéma d'animation : au-delà du réel, Capricci, 2016.
- L'Esprit du lieu (direction), Éditions de l'Œil, 2017.
- La Tortue Rouge - Michael Dudok de Wit, Éditions Canopé, 2018.
- Michael Dudok de Wit, le cinéma d'animation sensible, entretien avec Michael Dudok de Wit, en collaboration avec Ilan Nguyen, Capricci, 2019.
- Stop Motion, un autre cinéma d'animation, avec Philippe Moins, Capricci, 2020.
- L'Odyssée de la Planète Sauvage, avec Fabrice Blin, Capricci, 2023.
- L'Esprit du temps, avec Cécile Noesser, Éditions de l'Oeil, 2023.

### Récits
- Algérie - récit de voyage - 1988, L'Harmattan, 2003.
- Mon Roman de Renart, livre-disque : musique de Jean-Marie Sénia, voix de Rufus, Actes Sud, 2004.
- L'Horloge magique, avec Jean Rubak, adapté d'un conte de Ladislas Starewitch, livre-dvd, Actes Sud, 2004.
- Jeanne - Un prince en otage, avec Alix de Maistre, Michel Lafon, 2023

### Contributions
- Jacques Le Goff, Pierre Soulages, Comment mettre une œuvre d'art dans un lieu chargé d'histoire ?, ( préface), Le Pérégrinateur, 2003.
- Jean-François Laguionie, Maurice Corbet, Lucie Cabanes et Pascal Vimenet, (préface), éditions de l'Oeil, 2016.
- Chine, art en mouvement, collectif, éditions de l'Œil, 2017.
- De Zéro de conduite à Tomboy: des films pour l’enfant spectateur, sous la direction d'Hervé-Joubert Laurencin, éditions Yellow Now, 2022
- Le Cinéma d'animation (auteur invité), Revue 303, n°176, 2023.
- Théodore Ushev, la matière de la mémoire, sous la direction de Yaël Ben Nun, Lucie Cabanes, Marco de Blois, Doriane Biot, éditions Silvana Edidoriale, 2023.
- Joann Sfar, la vie dessinée, sous la direction de Clémentine Deroudille et Thomas Ragon, éditions Dargaud, 2023
- La Traversée, Florence Miailhe,Marie Desplechin (postface) éditions Delpire, 2023

## Filmographie
- Les Contes de l'horloge magique de Ladislas Starewitch, trois courts métrages d'animation réalisés entre 1924 et 1928. Direction artistique et direction de production de l'adaptation, 2003[13].

## Récompenses
- Award for Outstanding Contribution to Animation Studies[12].
- Médaille Beaumarchais de la SACD en 2022.
- Lauréat Zellidja[Quand ?][16].